# Bill & Ted's Bogus Journey (1991.)
Bill & Ted's Bogus Journey je američka znanstvenofantastična komedija iz 1991.g., i redateljski debi Petera Hewitta. Film je drugi nastavak iz franšize Bill & Ted, te nastavak filma Bill & Ted's Excellent Adventure. Keanu Reeves, Alex Winter i George Carlin repriziraju svoje uloge. Izvorni radni naslov filma bio je Bill & Ted Go To Hell, a na albumu filma nalazi se pjesma Go To Hell Megadetha, koju je Dave Mustaine napisao za film.